# Leivatho
Leivatho (in greco Λειβαθω?), italianizzato Livato, è un ex comune della Grecia nella periferia delle Isole Ionie (unità periferica di Cefalonia) con 4 663 abitanti secondo i dati del censimento 2001.
È stato soppresso a seguito della riforma amministrativa, detta Programma Callicrate, in vigore dal gennaio 2011 ed è ora compreso nel comune di Cefalonia.
Gli abitanti si dedicano all'agricoltura, soprattutto all'allevamento di ovini e ad attività commerciali connesse con l'edilizia. Nonostante la bellezza dei paesaggi, le attività connesse con il turismo sono qui meno sviluppate che altrove nell'isola, ma comunque in rapido aumento.

## Luoghi storici
L'imponente mole del Castello di San Giorgio domina la strada Argostoli-Poro.
Fu la sede del governatore veneziano per circa due secoli fino al suo trasferimento ad Argostoli. I Veneziani ampliarono una fortificazione preesistente di epoca bizantina. L'interno del castello non è visitabile, ma dal colle su cui è situato si gode un panorama considerato d'interesse. Intorno si estende un piccolo borgo detto Kastro che si sviluppò in epoca veneziana. Kastro in greco significa appunto castello. L'Unione europea lo ha inserito nella lista dei castelli europei da restaurare.

## Luoghi archeologici
Mazarakata è una necropoli di epoca micenea. Gli scavi furono iniziati nel 1908 dall'archeologo Kavvadias. I reperti furono portati al museo di Argostoli.
Si trova a 2–3 km circa dal Castello di San Giorgio lungo la strada che conduce a Spartià in prossimità del bivio per Pessada ove stanno gli uffici comunali.

## Centri turistici

### Spartià
Spartià è un piccolo borgo agricolo con una parrocchiale di stile veneziano e qualche alloggio per turisti. A qualche chilometro dall'abitato si trova la bella spiaggia di Klimatsià dotata di alberghi di categoria superiore.

### Pessada
Pessada è un villaggio alla cui darsena attraccano i traghetti provenienti dall'isola di Zante. Di fianco, separata da una scogliera, si trova una magnifica spiaggia a forma di mezzaluna raggiungibile anche dall'alto tramite gradini scavati nell'alta scogliera che la protegge. Pessada ha soltanto un piccolo albergo in località Koundourara, il Sunrise Inn, sempre pieno d'estate.
Il villaggio ha una piccola chiesa di stile veneziano.

### Karavados
Karavados (In greco: Καραβάδος) è un villaggio agreste raggiungibile da una deviazione della strada Argostoli-Poros. Si attraversa un paesaggio lunare a causa delle devastazione di grandi incendi. Il Litorale di Karabados, invece, sorge tra folta vegetazione grazie alle acque di un vicino ruscello. Il turismo si è sviluppato in maniera modesta. Vi sorge un grande albergo, il Karabados beach Hotel.

### Lourdàs
Lourdàs (Lourdàta in dialetto locale) è una modesta stazione balneare che si sviluppa su una deviazione dell'asse principale Argostoli-Poros. Lungo la strada a serpentina e in ripida discesa fino al litorale sottostante, si affollano varie costruzioni adibite per lo più pensioni sorte in fretta per soddisfare l'accresciuta domanda turistica. Il litorale di Lourdata ha un certo respiro.

### Metaxata, Kourkoumelata, Ntomata
Metaxata, Kourkoumelata, Ntomata sono 3 villaggi ricostruiti dopo il disastroso terremoto del 1953 con i fondi personali di Giorgio Vergoti, un ricco armatore del posto. La ricostruzione fu effettuata con attenzione e cura nel particolare così che l'effetto è ancora oggi piacevolissimo all'occhio ed è invalso l'uso di riferirsi ad essi come i villaggi delle fate. Le parrocchiali dei 3 paesi sono tutte in stile veneziano e lungo la strada spicca l'edificio della biblioteca comunale a forma di tempio classico. La strada termina in una piccola valle fertile ornata da 3 spiagge:
- Avithos, un lunghissimo arenile di fronte all'isolotto di Dias con un complesso alberghiero in stile tradizionale locale, l'Avithos Resort Hotel Apartment.
- Ammes, una piccola spiaggia dalle acque cristalline
- ìAi Cheli', ugualmente piccola, ma meno frequentata per via delle correnti che la rendono pericolosa.

### Svoronata
Svoranata è un villaggio che sta dall'altra parte di questa pianura. È tipicamente italiano con molte strade strette fiancheggiate da case vecchie, per lo più in rovina e molte case nuove che si sforzano di rispettare lo stile tradizionale. Ha anche una chiesa dalle dimensioni non minuscole come altrove e qualche affresco al suo interno. D'estate la località è molto affollata.

## Villaggi e suddivisioni circoscrizionali del comune
- Il numero degli abitanti è riportato in parentesi quadre. Il nome in greco è riportato tra parentesi tonde

1. Circoscrizione di Keramiès (Κεραμειές) [ 379 ]
2. Circoscrizione di Vlahata (Βλαχάτων) [ 728 ]
3. Circoscrizione di Simotata (τα Σιμωτάτα)
4. Circoscrizione di Karavados (Καραβάδοs) [ 244 ]
5. Circoscrizione di Lakithra (Λακήθρας)[ 426 ]. Comprende i villaggi di
  1. Lakithra (η Λακήθρα) [ 396 ]
  2. Menegata (τα Μενεγάτα) [ 30 ]
6. Circoscrizione di Lurdata (τα Λουρδάτα)[ 160 ]
7. Circoscrizione di Metacsata (Μεταξάτα) [ 493 ]
8. Circoscrizione di Musata τα Μουσάτα [ 197 ]
9. Circoscrizione di Peratata Περατάτων [ 564 ]. Comprende i villaggi di
  1. Peratata τα Περατάτα [ 505 ]
  2. Kastro το Κάστρον [ 55 ]
  3. Monastero di San Andrea η Μονή Αγίου Ανδρέου [ 4 ]
10. Circoscrizione di Pessada Πεσάδας [ 327 ]. Comprende 3 villaggi:
  1. Pessada (Πεσάδα) [ 231 ]
  2. Dorizata (τα Δοριζάτα) [ 58 ]
  3. Kundurata (τα Κουντουράτα) [ 38 ]
11. Circoscrizione di Svoronata (Σβορωνάτων)[ 674 ]
12. Circoscrizione di Spartià (Σπαρτιών) [ 471 ]. Comprende 3 villaggi
  1. Spartià (τα Σπαρτιά) [ 350 ]
  2. Klismata (τα Κλείσματα) [ 66 ]
  3. Korianna (τα Κοριάννα) [ 55 ]